# Karl-Heinz Köper
Karl-Heinz Köper (Hannover, 13 mei 1927 – Isernhagen, 22 oktober 2011) was een Duitse componist, dirigent en muziekuitgever.

## Levensloop
Köper kreeg als kind pianoles. Hij was als soldaat in Russische krijgsgevangenschap en, alhoewel hij geen geregelde compositiestudie heeft gehad, begon hij aldaar te arrangeren en te componeren. Na de oorlog studeerde hij bij Franz von Blon aan de toenmalige Akademie für Musik und Theater, nu: Hochschule für Musik, Theater und Medien Hannover. Na het behalen van zijn diploma's werd hij aanvankelijk kapelmeester aan het Theater am Aegi in Hannover. Tegelijkertijd werkte hij als freelance componist en schreef vooral werken voor de omroepmaatschappijen. In 1974 won hij met zijn werk La Chaconne een prijs tijdens de compositiewedstrijd Neue Blasmusik georganiseerd door de Westdeutscher Rundfunk (WDR) in samenwerking met de muziekdienst van het Duitse leger (Bundeswehr). Verschillende orkesten in binnen- en buitenland hebben zijn werken uitgevoerd, bijvoorbeeld het New York Philharmonic onder leiding van Kurt Masur speelde in 1996 zijn Pop corn concerto, het orkest van het Teatro alla Scala in Milaan, maar ook het toenmalige omroeporkest van de Duitse Democratische Republiek. 
Verder richtte hij een eigen muziekuitgeverij op, waarin hij vooral zijn eigen werken publiceerde. 

## Composities

### Werken voor orkest
- 1958: - Harfenspielereien, voor harp, strijkorkest, gitaar en slagwerk
- 1961: - Doppel Konzert, voor hoorn, fagot en orkest
- 1961: - Profile, vrolijke suite voor 3 trombones en orkest
- 1962: - Mytho-logica, drie kolderieke schetsen voor pauken en orkest
- 1965: - Die Abenteuer eines alten Hutes, dansvariaties voor orkest
- 1967: - Kalauer-Konzert, voor piano en orkest
- 1968: - Fakturen, concert voor 4 fagotten en orkest
- 1968: - First flower, voor groot orkest
- 1968: - Tuba-Tabu, studie voor tuba en orkest
- 1971: - Concertino, voor dwarsfluit en strijkorkest
- 1972: - Pop corn concerto, voor hoorn, strijkorkest en slagwerk
  1. Moderato
  2. Andante
  3. Allegro
- 1974: - Concerto Tricolore, voor althobo, fagot, basklarinet en orkest
- 1976: - Divertimento, voor pauken en orkest
  1. Allegro con spirito
  2. Adagio
  3. Vivace
- 1979: - Der Schwan von Pesaro, voor althobo en orkest
- 1982: - Concerto piccolore, voor piccolo en orkest
- 1986: - Concerto con corde, voor hoorn, strijkorkest, harp en slagwerk
- 1991: - Samba classique, voor 2 marimba (of vibrafoons), strijkorkest en slagwerk[3]
- - Attacca subito, voor orkest
- - Beguine-Fantasie, voor hobo en orkest
- - Billard, voor basklarinet, accordeon, hammondorgel, gitaar en strijkorkest
- - Bongoana, voor 4 bongo's en orkest
- - Concertante, voor 4 klarinetten en orkest
- - Concertino, voor 2 dwarsfluiten en kamerorkest
- - Concertino, voor trompet in D en kamerorkest
- - Concerto da camera, voor piano en kamerorkest
- - Drehmomente, voor piano en kamerorkest
- - Fagott-Flausen, voor 3 fagotten en orkest
- - Feuer-Flip, voor orkest
- - Flatter-Flöten, voor 4 dwarsfluiten en orkest
- - Hornisten-Hobbies, voor 4 hoorns en orkest
- - Klarinetten-Karussell, voor 3 klarinetten, strijkorkest, piano, gitaar en slagwerk
- - Kleine Sinfonie, voor strijkorkest
- - Konturen, vrolijke suite voor 4 hoorns en orkest 
  1. Collegium
  2. Caccia
  3. Cantilene
  4. Capriolen
- - Musik zur Unterhaltung, voor orkest
  1. Ouverture
  2. Scherzo
  3. Finale
- - Oboen-Optimismus, voor 3 hobo's en kamerorkest
- - Parade, voor orkest
- - Pfiffige Sachen, voor klarinet, accordeon, hammondorgel, strijkorkest en slagwerk
- - Pianino-Pianello, voor piano en orkest
- - Polonaise, voor orkest
- - Rondo capriccioso, voor piano en strijkorkest
- - Rumbone, voor orkest
- - Sincopata, voor orkest
- - Springende Punkte, voor kamerorkest
- - Tangenten, voor cello en orkest
- - Tango-Beguine, voor orkest
- - Tanja-Walzer, voor orkest
- - Tanzende Trompeten, voor 3 trompetten en orkest
- - Tanzendes Glockenspiel, voor glockenspiel, buisklokken en orkest
- - Valse perpétuelle, voor piano, hammondorgel en orkest
- - Vibrette, voor vibrafoon, piano en strijkorkest
- - Waldhornzauber, voor hoorn en orkest

### Werken voor harmonieorkest en koperensemble
- 1961: - Profile, vrolijke suite voor 3 trombones en harmonieorkest
- 1968: - Breeze for Brass, Passacaglia voor koperensemble, slagwerk en contrabas
- 1968: - Tramping Trumpets, voor trompet(ten) en harmonieorkest
- 1971: - Die Reise nach Regensburg, voor harmonieorkest
- 1971: - Jet Fanfare, voor harmonieorkest
- 1974: - La Chaconne, voor harmonieorkest - won een prijs tijdens de compositiewedstrijd "Neue Blasmusik" in 1974
- 1975: - Fun for Fans, vier schetsen voor harmonieorkest
- 1976: - Präludium und Fuge, voor koperensemble, pauken en slagwerk
- 1976: - Triga, studie voor drie saxofoons (altsaxofoon, tenorsaxofoon en baritonsaxofoon) en harmonieorkest - gecomponeerd voor het Festival voor eigentijdse blaasmuziek (Festliche Musiktage Uster) in Uster in 1977
- 1988: - Divertimento pastorale, voor hobo en blaasensemble (piccolo, dwarsfluit, 3 klarinetten, altsaxofoon, fagot, 2 hoorns en contrabas)
- 1990: - Die Abenteuer eines alten Hutes, dansvariaties voor harmonieorkest
- - Bavarationen, een Beierse burleske
- - Big Ben's Beat, voor harmonieorkest
- - Der Schwan von Pesaro, voor altsaxofoon en harmonieorkest
- - Dulcamarata, Donizetti variaties voor eufonium en harmonieorkest
- - Fünf Fürsten (Vijf vorsten), variaties naar François Couperin, Jean-Philippe Rameau, Johann Sebastian Bach, Domenico Scarlatti en Georg Friedrich Händel voor harmonieorkest
- - Intradanza e fuga, défilé en galop voor harmonieorkest
- - Mytho-logica, drie kolderieke schetsen voor pauken en harmonieorkest
- - Ostinato, voor harmonieorkest
- - Pop Corn Concerto, voor hoorn/kornet, eufonium en harmonieorkest
- - Posaunen machen Ferien, voor 3 trombones en harmonieorkest
- - Samba classique, voor 2 marimba (of vibrafoons) en harmonieorkest
- - Symphonie Semiclassique, voor harmonieorkest
- - Trombalatta, voor trompet en harmonieorkest

### Vocale muziek

#### Liederen
- - Ein Weg führt in die Seligkeit, voor tenor en orkest
- - Rumbanella, voor tenor en orkest

### Kamermuziek
- 1954: - Blaaskwintet
- 1964: - Musik, voor 4 trompetten
- 1964: - Musik, voor 4 (of 5) trompetten en orgel (ad libitum)
- 1968: - Quartetto sereno, voor strijkkwartet
- 1969: - Kwintet, voor 2 trompetten en 3 trombones
- 1969: - Pentabrass, voor koperkwintet (2 trompetten, hoorn, trombone en tuba)
- 1973: - Kwartet, voor 2 trompetten en 2 trombones
- 1975: - Percussive period, trio voor vibrafoon, pauken en drumstel
- 1975: - Sonate, voor tuba en piano
- 1978: - Trombonanza, voor 5 trombones
- 1980: - Mosaik mit Mozart, voor 13 trompetten en pauken
- 1985: - Concerto ostinato, voor vibrafoon en piano
- 1990: - Sonate, voor hoorn en piano
- 1994: - Verdissage - Trompeten-Collage mit Verdi, voor 11 trompetten (speciale trompet in Bes of C, 8 trompetten in Bes, alttrompet, baritontrompet) en kleine trom
- - Coup des cors, voor 12 hoorns
- - For Four, voor saxofoonkwartet
- - Gute Launen mit Posaunen, voor 4 trombones en contrabas
- - Kammermusik, voor hobo, fagot, slagwerk (2 spelers) en piano
- - Musik, voor 4 hoorns
- - Posaunen-Flirt, voor 4 trombones, 2 altsaxofoons, 2 tenorsaxofoons, baritonsaxofoon, 4 trompetten, piano, slagwerk, gitaar en contrabas
- - Vier plus eins, studie voor 4 klarinetten en contrabas[4]

### Werken voor tokkelorkest
- - Duett-Concerto, voor mandoline, gitaar en tokkelorkest

### Werken voorcither
- - Cetramontana, voor citherensemble
- - Ciacona, voor cither

### Werken voor slagwerk
- 1975: - Tamburlesca, voor 5 slagwerkers